# Madis Mihkels
Madis Mihkels (Tartu, 31 de mayo de 2003) es un deportista estonio que compite en ciclismo en la modalidad de ruta. Ganó una medalla de bronce en el Campeonato Europeo de Ciclismo en Ruta de 2024, en la prueba de ruta.

## Medallero internacional
| Campeonato Europeo | Campeonato Europeo | Campeonato Europeo | Campeonato Europeo |
| Año                | Lugar              | Medalla            | Competición        |
| ------------------ | ------------------ | ------------------ | ------------------ |
| 2024               | Limburgo (Bélgica) | Medalla de bronce  | Ruta               |

## Palmarés
2022
- 1 etapa del Tour de Estonia

2023
- 1 etapa de la Vuelta a Alemania

2024
- 3.º en el Campeonato Europeo en Ruta

2025
- Campeonato de Estonia en Ruta

## Resultados en Grandes Vueltas y Campeonatos del Mundo
| Carrera         | Carrera         | 2022 | 2023 | 2024  | 2025 |
| --------------- | --------------- | ---- | ---- | ----- | ---- |
|                 | Giro de Italia  | —    | —    | 112.º | —    |
|                 | Tour de Francia | —    | —    | —     | —    |
|                 | Vuelta a España | —    | —    | —     | —    |
| Mundial en Ruta | Mundial en Ruta | —    | —    | Ab.   | —    |

| —: No participó | Ab: Abandono |